# My Sister's Machine
I My Sister's Machine sono stati un gruppo grunge statunitense formatosi a Seattle nel 1989. Fondatori e membri del gruppo sin dall'esordio erano Nick Pollock (voce e chitarra), Owen Wright (chitarra), Chris Ivanovich (basso) e Chris Gohde (batteria).
Il gruppo ha pubblicato due album, Diva e Wallflower, prima di sciogliersi nel 1994; nel 2010 i membri si sono riuniti esibendosi al Layne Staley Tribute and Benefit Concert in ricordo di Layne Staley.

## Storia

### Le origini (1984-1989)
Nel 1984 Owen Wright e Chris Gohde erano membri dei Mistrust, gruppo di cui faceva parte anche l'ex cantante dei Culprit, Jeff L’Heureux. Questa band si sciolse nel 1988 dopo aver registrato un solo album, Spin the World, pubblicato solo nel 2009.
Negli stessi anni Nick Pollock era chitarrista del gruppo hair metal Alice N' Chains, una sorta di prima incarnazione degli Alice in Chains che vedeva proprio Layne Staley nel ruolo di cantante. Dopo aver registrato due demo ed essersi esibiti nella zona di Seattle e dintorni per circa un anno, i membri nel 1987 decisero amichevolmente di sciogliere il gruppo.

### La fondazione e i due album (1989-1994)
Nel 1989 Pollock incontrò Wright, Gohde e Ivanovich con cui fondò il gruppo e siccome nessuno di questi aveva esperienza da cantante, assunse questo ruolo oltre a quello di principale compositore dei testi.
Nel 1990 la Northwest Music Association assegnò ai My Sister's Machine il premio come "miglior nuovo gruppo". Il gruppo decise di firmare per la Caroline Records, un'etichetta minore.
Il loro album d'esordio, Diva, vide la luce nel 1992; il disco ebbe immediato successo di critica, venendo definito da Steve Kurutz di AllMusic come "sorprendentemente forte" e "più melodico e meglio composto" dei lavori di altri gruppi della scena grunge da Mike Boehm del Los Angeles Times, mentre Jim Washburn - anch'egli del Los Angeles Times - pur apprezzando il disco, rimase deluso dalle esibizioni dal vivo del gruppo. Anche Lonn Friend nella sua rubrica "Friend at Large" nel programma televisivo di MTV Headbangers Ball dichiarò di adorare l'album; il gruppo lo ringraziò poi nei crediti dell'album successivo.
Nel 1993 partirono in tour per Stati Uniti ed Europa con i Pantera e i White Zombie. Nello stesso anno passarono alla Chameleon, etichetta discografica controllata dalla Elektra Entertainment, e pubblicarono l'album Wallflower; partirono poi in tour con i King's X per gli Stati Uniti. A un paio di mesi dall'uscita di Wallflower, l'Elektra Entertainment chiuse la Chameleon scaricando di conseguenza tutte le band che vi avevano un contratto e privando i My Sister's Machine e il nuovo album di promozione. Il gruppo decise poi di sciogliersi nel 1994.

### Dopo lo scioglimento e la reunion (1994-oggi)
Dopo lo scioglimento Nick Pollock divenne il frontman dei Tanks of Zen e poi dei Soulbender, gruppo quest'ultimo che vedeva la presenza anche di Michael Wilton, chitarrista dei Queensrÿche. Wright invece è diventato chitarrista degli Old Lady Litterbug e Gohde batterista degli Hot Rod Lunatics e di una cover band dei Judas Priest chiamata Call for the Priest.
Il 4 giugno del 2010 il Layne Staley Fund annunciò che i My Sister's Machine si sarebbero riuniti per il Layne Staley Tribute del 21 agosto successivo. Il gruppo ha poi continuato ad esibirsi negli anni seguenti.

## Formazione
- Nick Pollock - voce e chitarra ritmica
- Owen Wright - chitarra solista e cori
- Chris Ivanovich - basso e cori
- Chris Gohde - batteria

## Discografia
- 1992 - Diva
- 1993 - Wallflower